# 萨尔瓦尔
萨尔瓦尔（Sarwar），是印度拉贾斯坦邦Ajmer县的一个城镇。总人口16194（2001年）。

## 人口
该地2001年总人口16194人，其中男性8355人，女性7839人；0—6岁人口3042人，其中男1565人，女1477人；识字率46.94%，其中男性为60.67%，女性为32.31%。